# Hősök tere metróállomás
A Hősök tere (eredetileg Aréna út) a budapesti kisföldalatti (hivatalos nevén: M1-es metróvonal) egyik állomása, a Bajza utca és a Széchenyi fürdő között.

## Átszállási kapcsolatok
| Hősök tere | 20E, 30, 30A, 105, 210, 210B, 230 72, 75, 79 | Műcsarnok, Szépművészeti Múzeum |

## Galéria

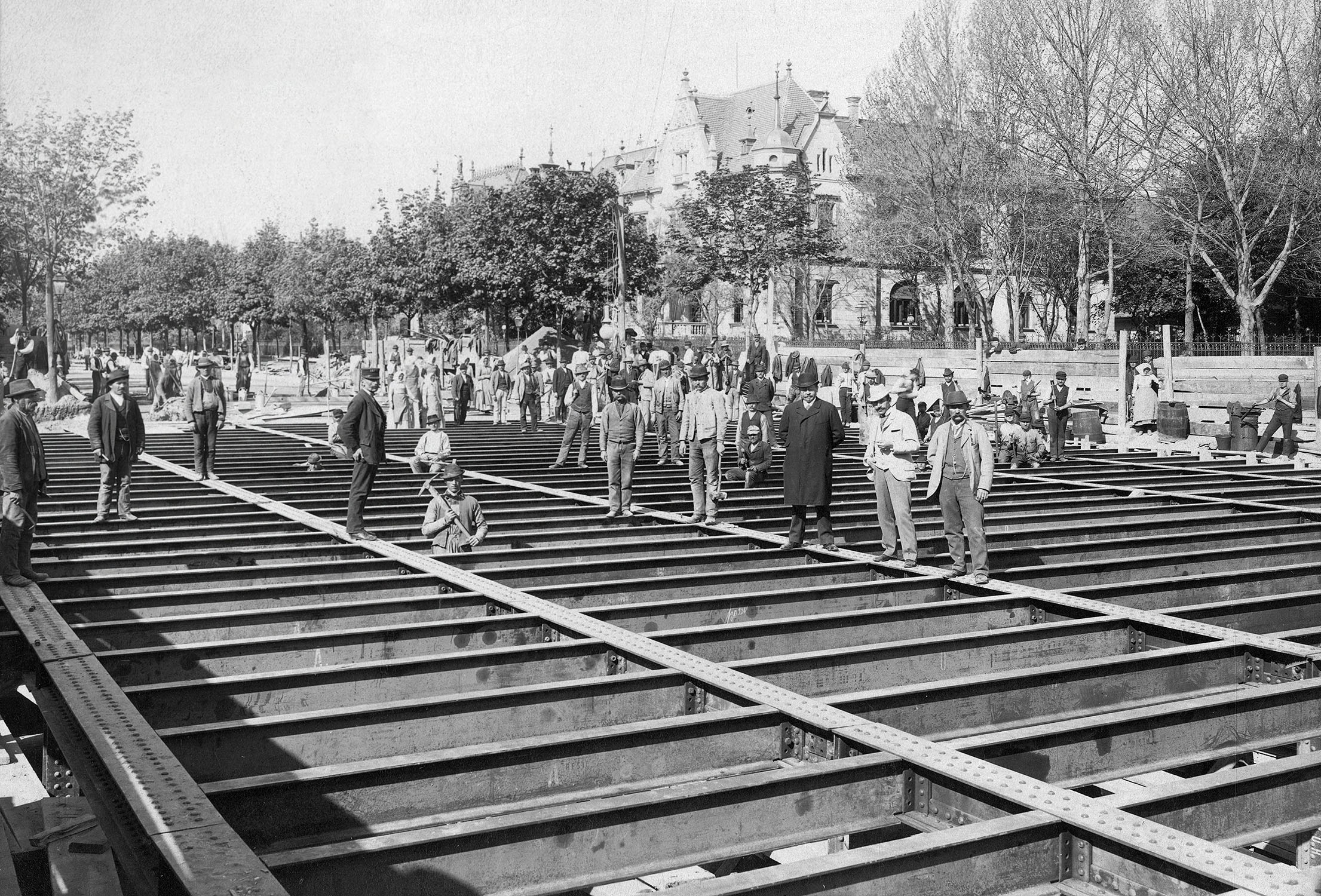
Az aréna úti földalatti megálló építése
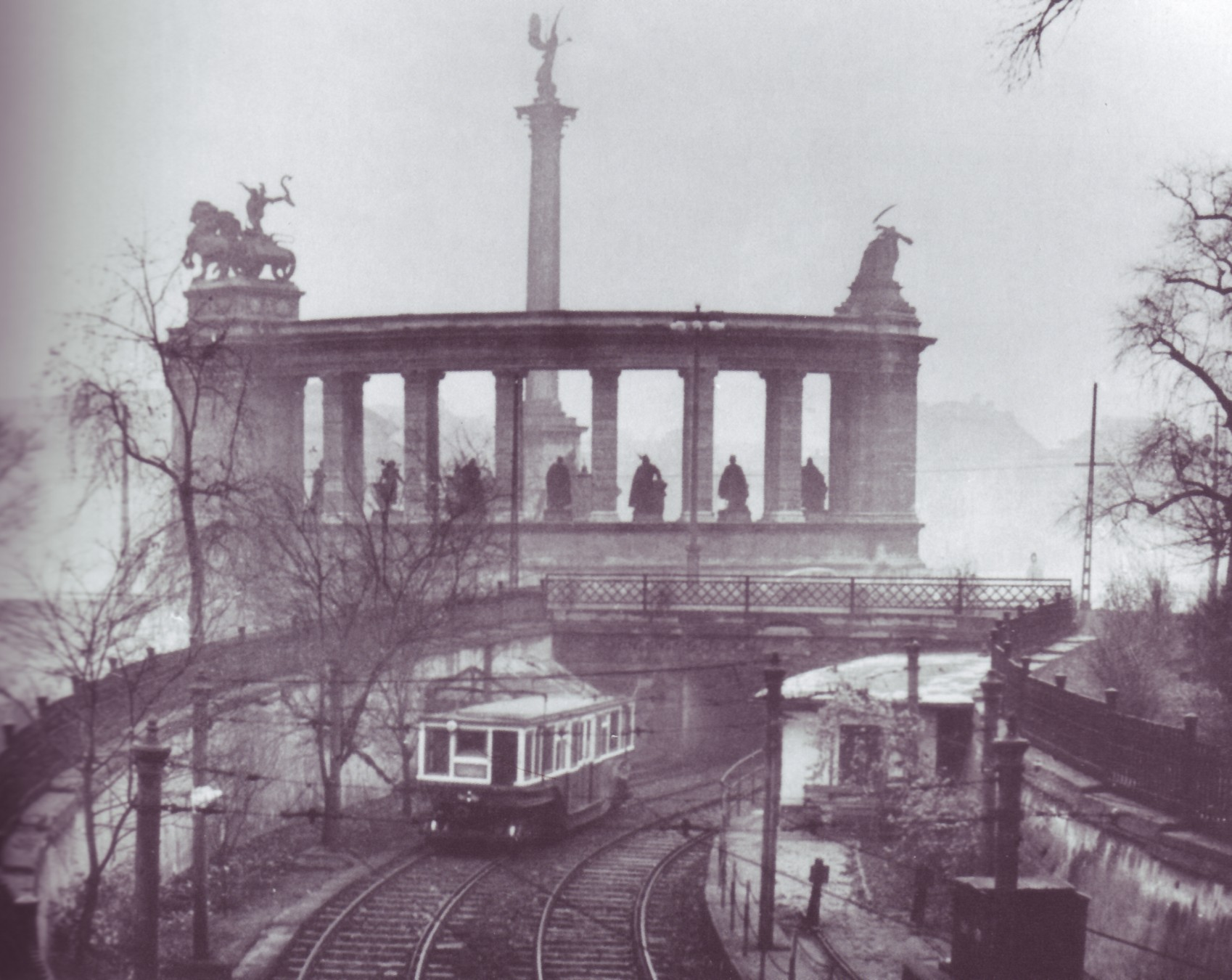
A Millenniumi Földalatti vasút felszíni szakasza a Hősök terénél
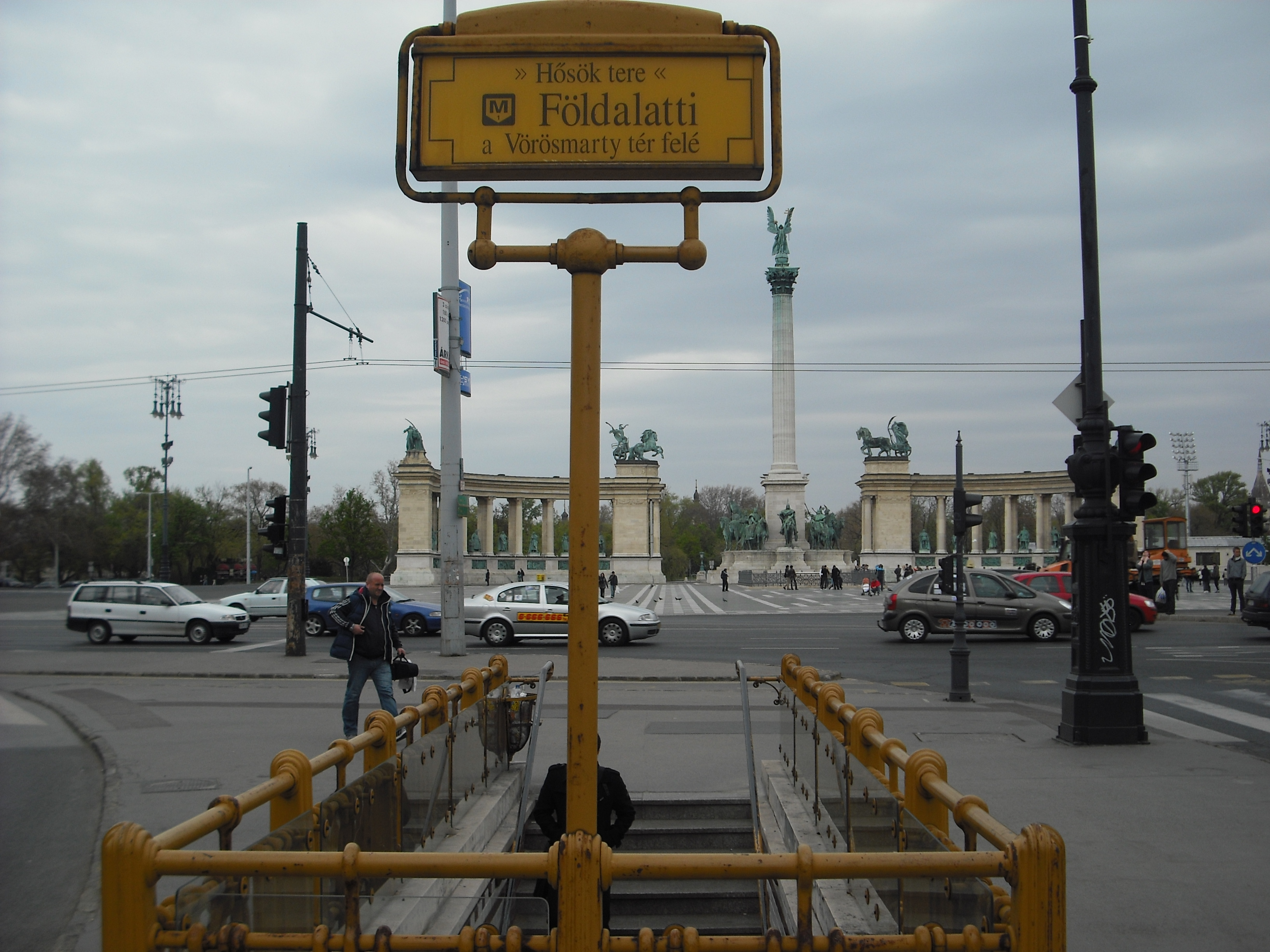
Az állomás lejárója, háttérben a millenniumi emlékművel
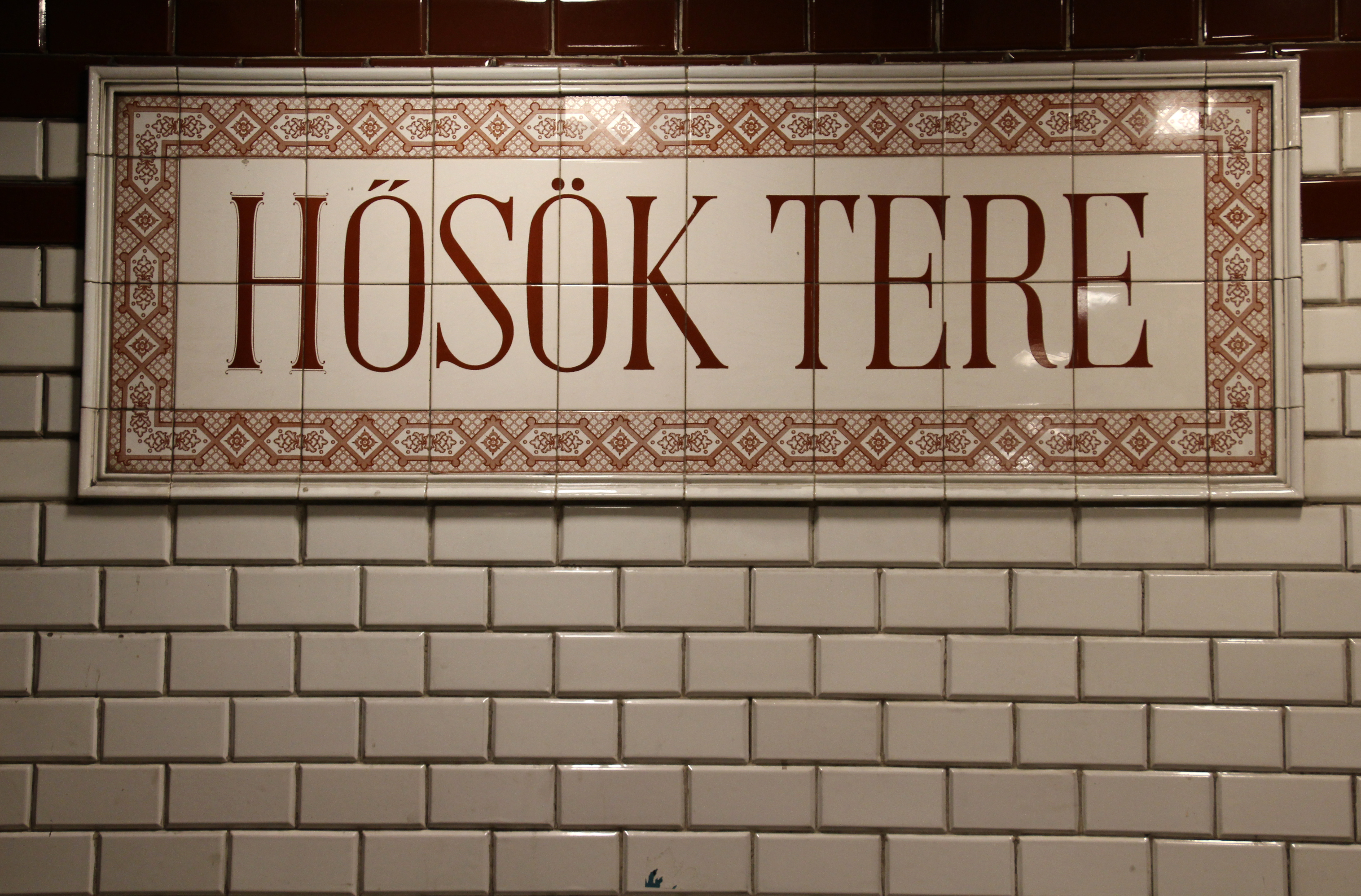
Eredeti stílusú állomásnév-tábla
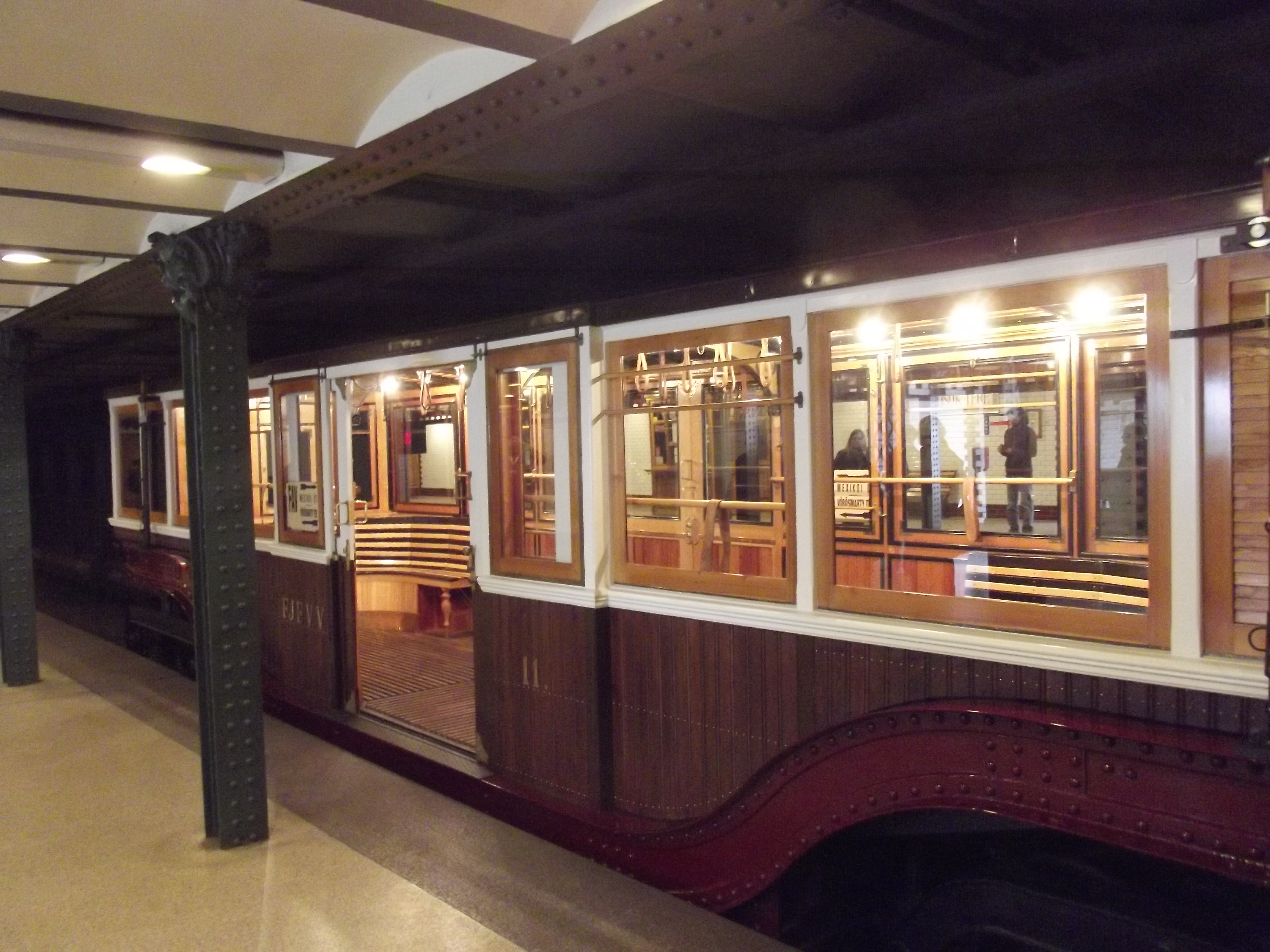
A régi metrószerelvény nosztalgiaként az állomáson
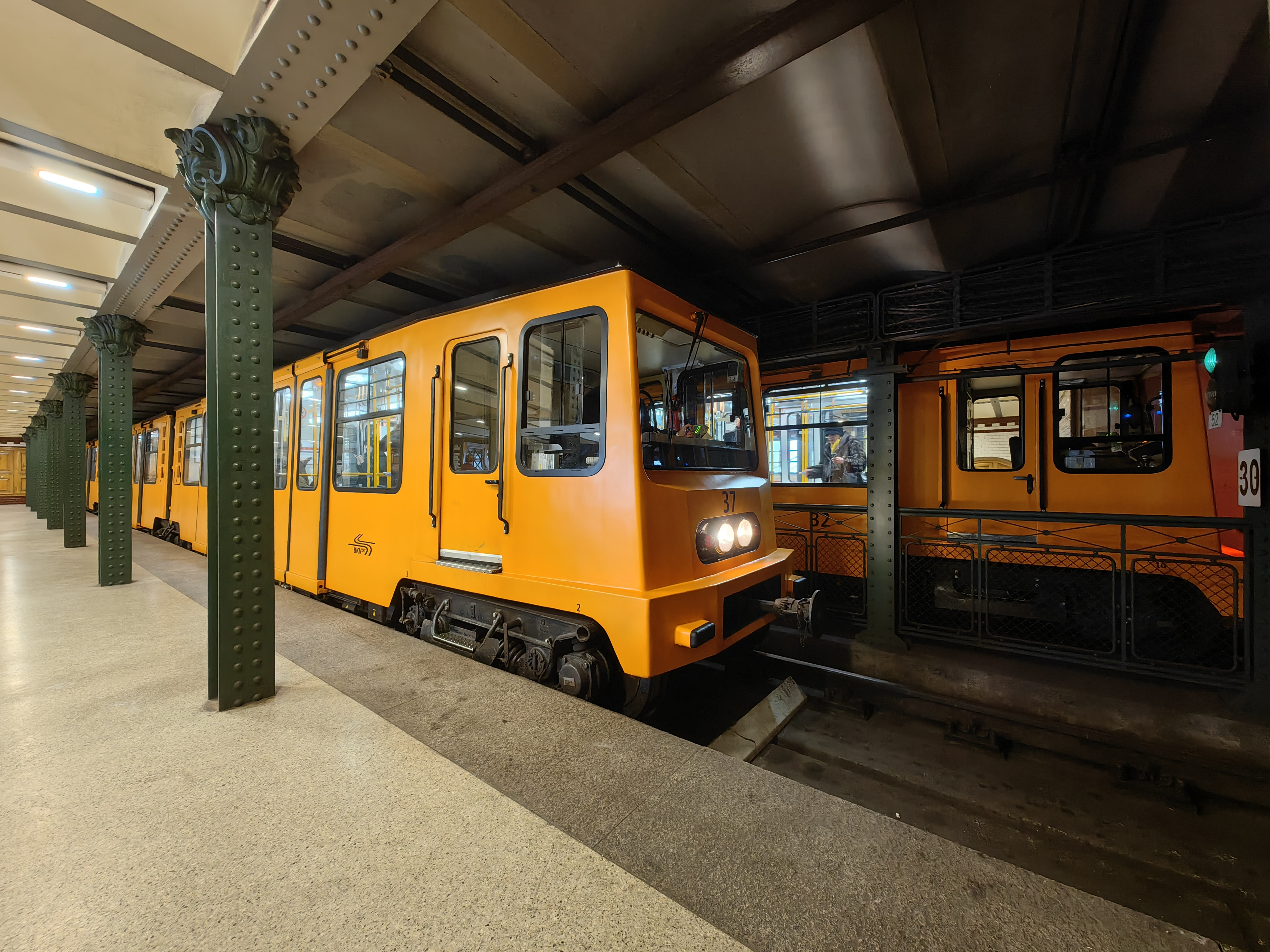
Ganz szerelvény az állomáson
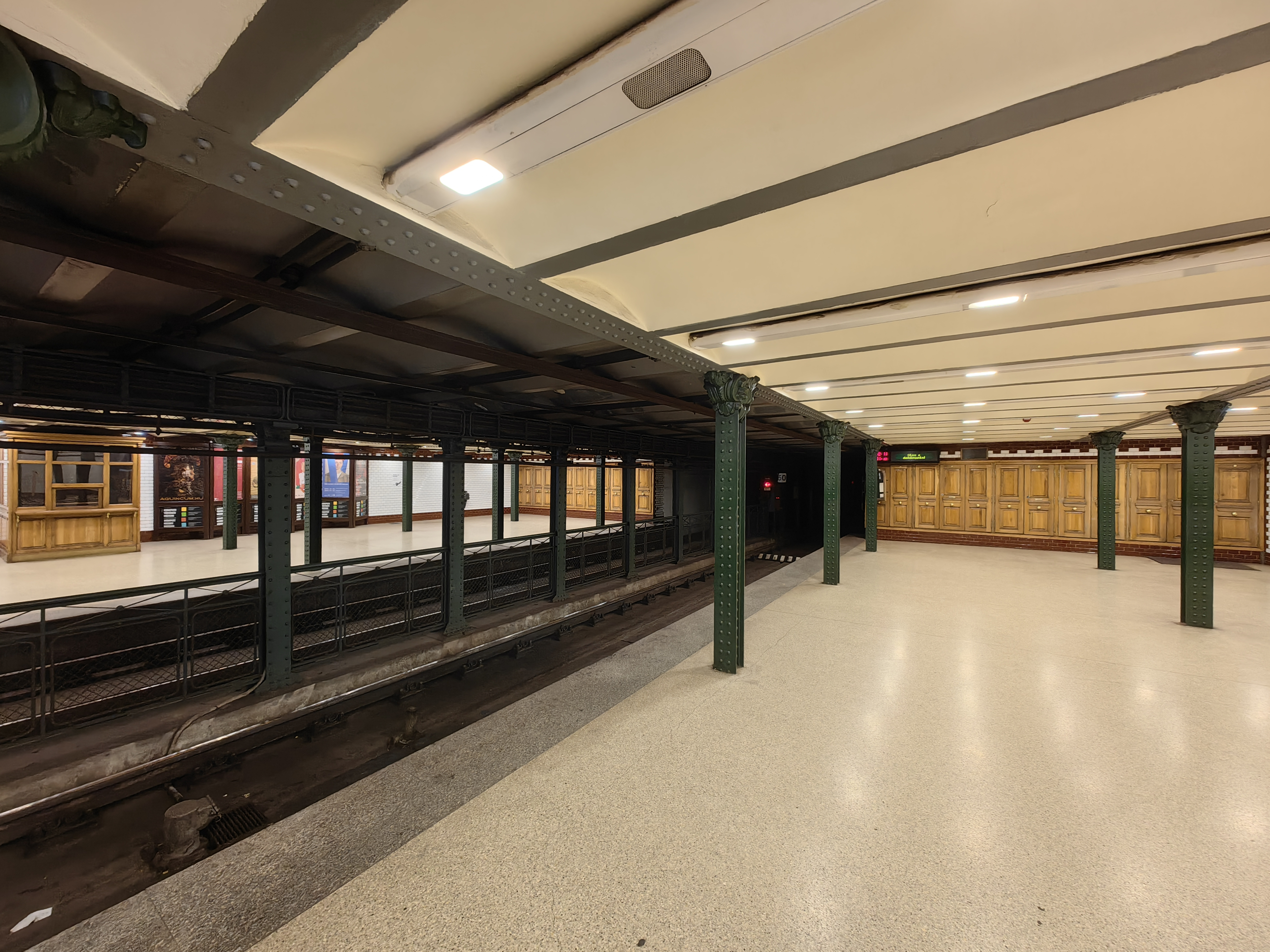
Az állomás két peronja
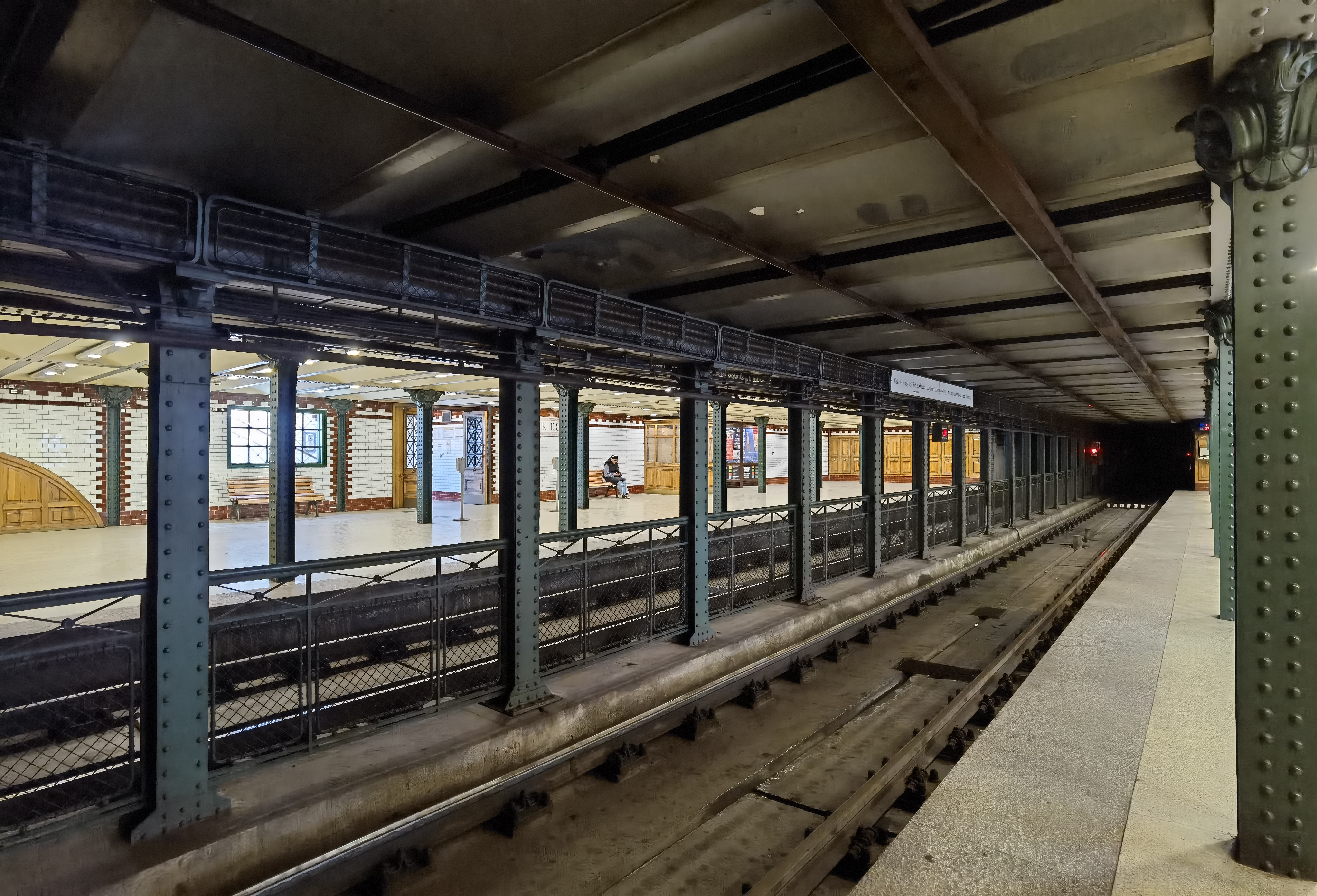
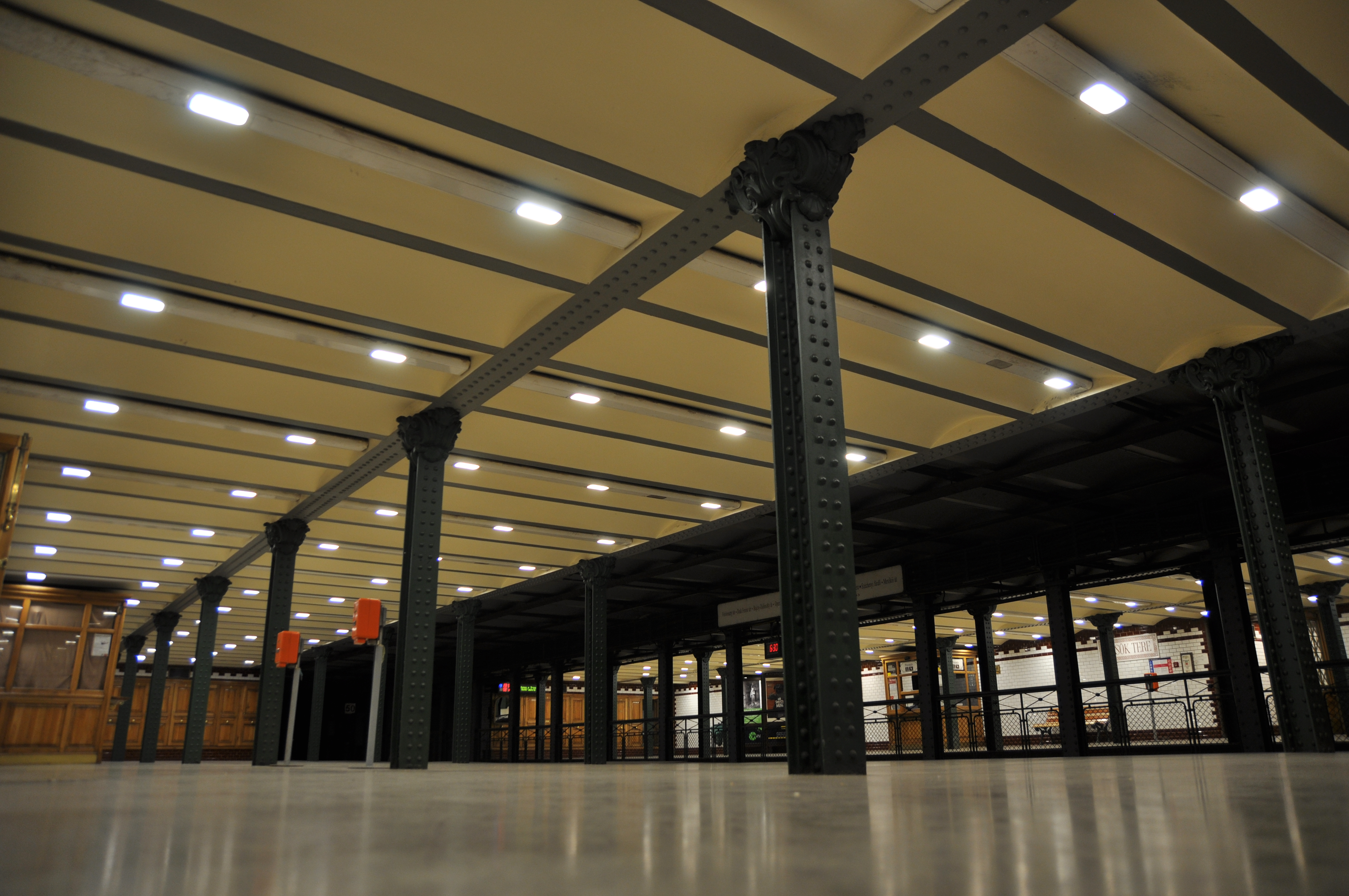
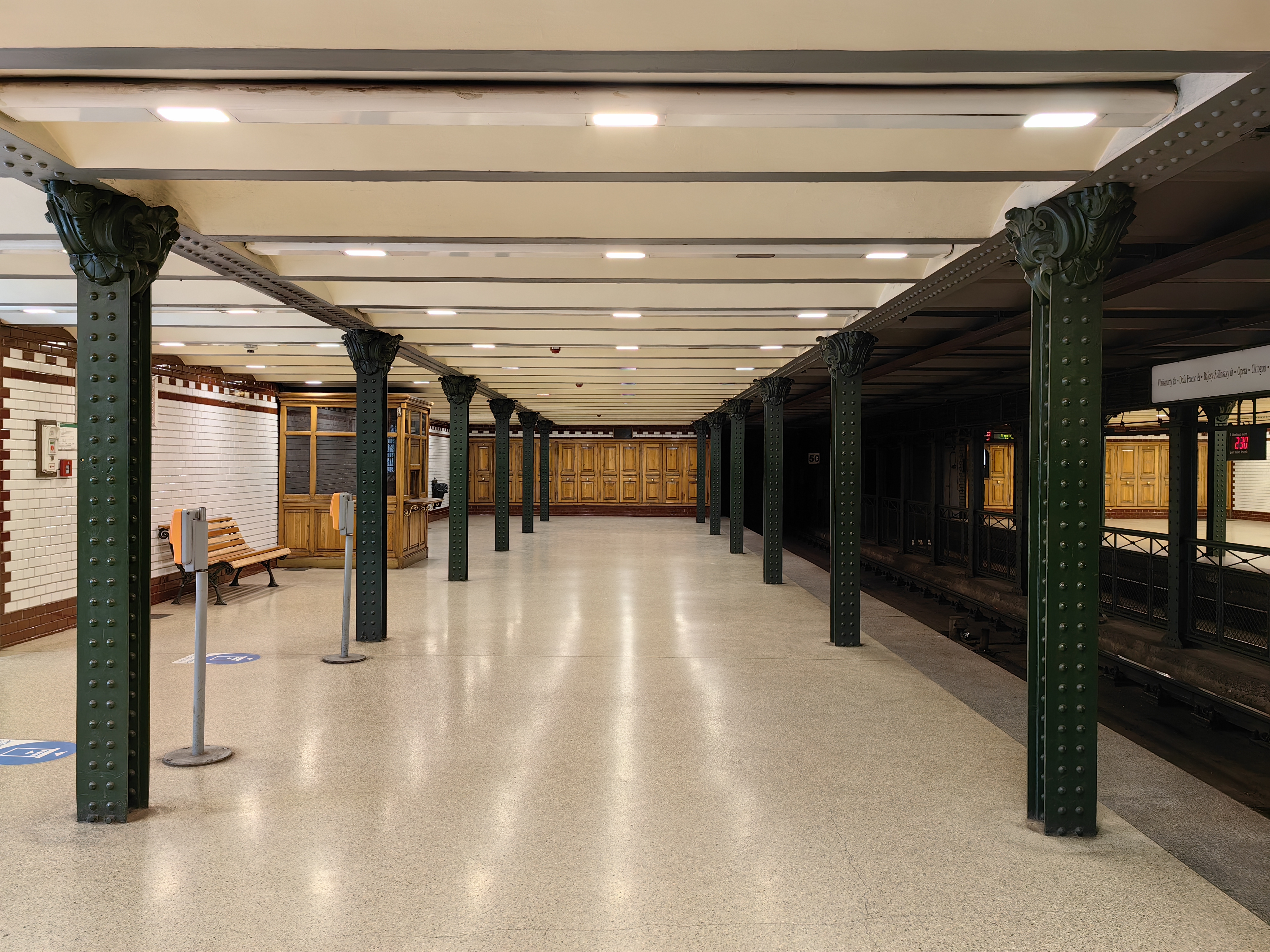
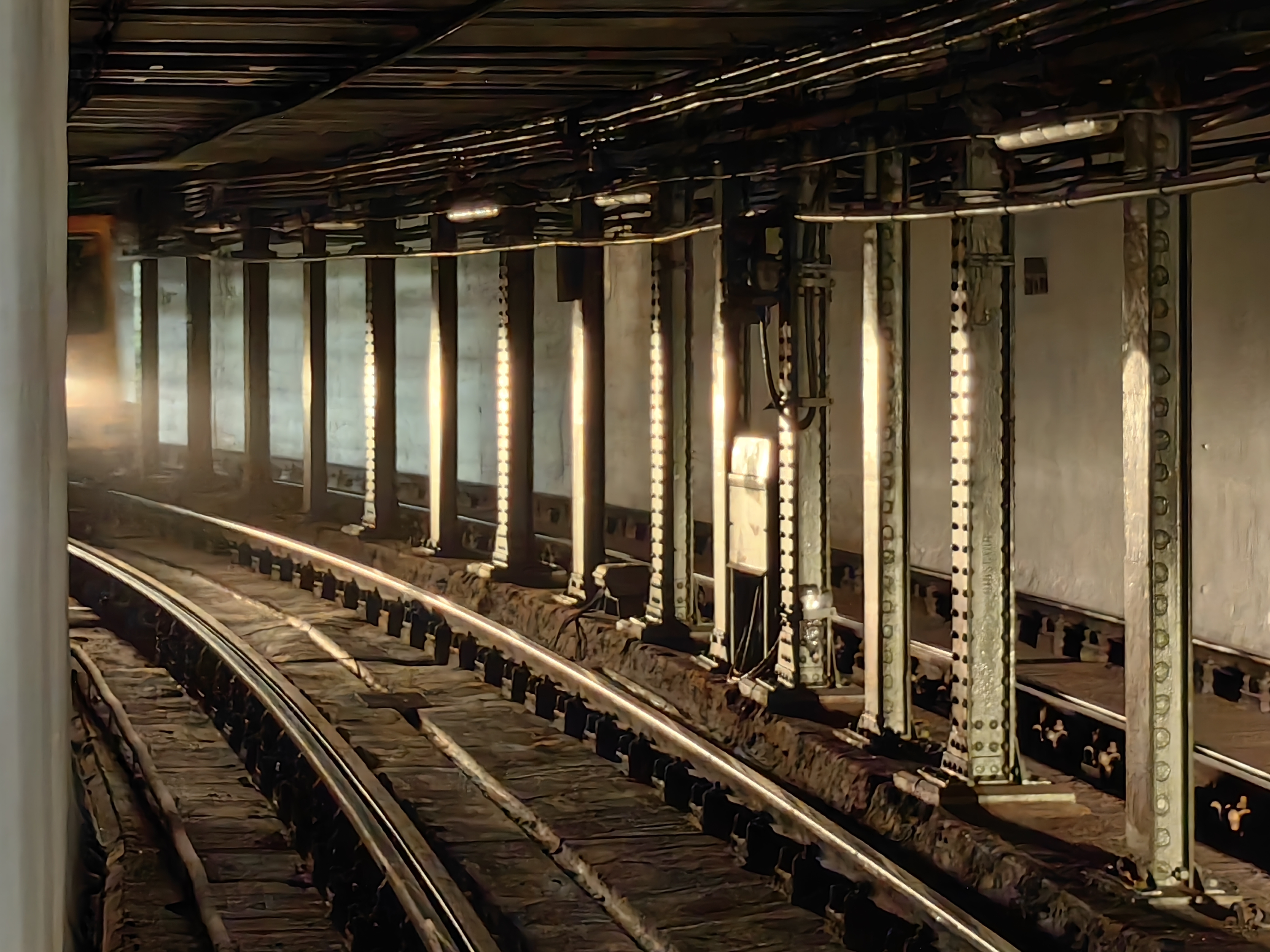
Az alagút metrószerelvénnyel